# Lambert Redd
Lambert Redd (Charles Lambert Redd; * 18. Februar 1908 in Grafton, Illinois; † Februar 1986 in Quincy, Illinois) war ein US-amerikanischer Weit- und Dreispringer.
1932 wurde er, für die Bradley University startend, in beiden Disziplinen mit seinen jeweiligen persönlichen Bestleistungen von 7,78 m und 14,71 m NCAA-Meister.
Im selben Jahr gewann er bei den Olympischen Spielen in Los Angeles mit 7,60 m die Silbermedaille hinter seinem Landsmann Ed Gordon (7,64 m) und vor dem Japaner Chūhei Nambu (7,45 m).